# Sebastiano Bontempi
Sebastiano Bontempi (Brescia, 16 aprile 1972) è un fotografo e regista di videoclip italiano.

## Biografia
Sebastiano Bontempi, regista e direttore di fotografia, ha viaggiato molto per il mondo che per un periodo di sette anni si è stanziato anche a Londra; oggi vive stabilmente a Roma.
Nel 2001 cura la fotografia per il film Cradle of Fear, e successivamente vari spot pubblicitari per la Regione Lazio.
Nel 2005 riceve il Premio Gianni Di Venanzo come "Miglior fotografia videoclip" per il video musicale Love degli Afterglow. Nello stesso anno ricopre il medesimo ruolo in Domenica dei Moravagine. Nel 2008 prende parte alla FotoGrafia Festival Internazionale di Roma.
Ancora nel 2008 è per la seconda volta il direttore della fotografia in un lun,gometraggio, ovvero 15 Seconds che vede come protagonista Raoul Bova. Cura poi la fotografia anche dei seguenti videoclip: Charlie fa surf dei Baustelle, Vita tranquilla di Tricarico e Via delle storie infinite di Luca Barbarossa. Nel 2009 è sempre direttore della fotografia stavolta per These Boots Are Made for Walking, di Alessandro Ristori e Jachynthe.
Nel 2010 firma la regia di Evito la forma degli Otto Ohm, tra i cui protagonisti si ricorda Claudia Pandolfi; successivamente dirige Bifolco dei Nobraino, per il quale Bontempi riceve un premio speciale all'edizione 2011 del MEI.Regista per il videoclip di Sono solo parole di Noemi e di Zibba e Almalibre Una parte di te.Collabora con Renato Zero per 5 anni realizzando i videoclip di Chiedi,Rivoluzione e Madame oltre del Concerto del tour Alt (Renato Zero) distribuito in Blue ray.Regista per Giulia Luzi dei brani,Allora amami,Mare di mondi e La prima volta che.
Ha lavorato con Fiorella Mannoia per la quale realizza due suoi videoclip, Io non ho paura e Se veramente Dio esisti, più anche le foto ufficiali per la promozione degli album. 
Nel 2015, dopo avere diretto l'anno precedente Sto rock di Piero Pelù, realizza il documentario sui Litfiba per conto di Sky Arte Non siamo delle rockstar.
Nel 2018 incontra Achille Lauro, per il quale firma la regia sia del documentario Achille Lauro No Face 1 che del video Rolls Royce e C'est la vie (Achille Lauro). Sua anche la fotografia di copertina del suo libro "Io sono Amleto". Nel gennaio 2019 venne trasmesso su Rai 2 lo spettacolo da lui diretto Pinocchio, interpretato da Edoardo Leo. Per il Premio Campiello 2019-2020, trasmesso su Rai 5, si occupa della realizzazione dei contributi video, ma soprattutto realizza il suo terzo documentario basato però su Biagio Antonacci, Chiaramente visibili dallo spazio, andato in onda su Sky Arte e Sky Uno.Collabora con Alessandro Siani alla realizzazione dello show natalizio trasmesso da Sky Italia e allo speciale  di Alessandra Amoroso trasmesso da Canale 5.
Nel 2020 partecipa alla nascita del progetto Visual Radio per Rai,inizia una collaborazione per Mediaset al programma Tú sí que vales (Italia) per la stagione 2021.Nel 2022 è nel team di Duccio Forzano per Eurovision Song Contest 2022 svoltosi a Torino ,regista degli spot del TIM Summer Hits per Rai le telepromozioni per TIM (azienda) e Suzuki edizioni 2022-2023 con protagonisti Andrea Delogu Stefano De Martino Nek e Gli Autogol per Rai Pubblicità.
Per RaiPlay realizza gli speciali su Claudio Baglioni Pooh Fiorella Mannoia Biagio Antonacci.Per Gigi D'Alessio cura la regia dei concerti in piazza del Plebiscito a Napoli e all'arena di Verona.

## Videoclip
- Achille Lauro - Rolls Royce (2019), C'est la vie (2019)
- Bungaro - Quando torni (2012)
- Claudio Baglioni - La vita è adesso (feat. Gianni Morandi) (2016)
- Corimè - Nuove medicine (2009)
- Fiorella Mannoia - Se veramente Dio esisti (2010), Io non ho paura (2011)
- Giulia Luzi - Allora amami (2011), Mari di mondi (2011), La prima volta che[19] (2012)
- Giuliano Crupi - Come un prestigiatore (2015)
- Luca Barbarossa - Fino in fondo[20] (feat. Raquel del Rosario) (2011)
- Lucy - Ballo nel Sole (2013)
- Marco Morandi - Devi essere super[21] (2018)
- Massimo Altomare - Outing[22] (2010)
- Nobraino - Bifolco (2010)
- Noemi - Sono solo parole (2012)
- Otto Ohm - Evito la forma (2010)
- Piero Pelù - Sto rock (2014)
- Pino Daniele - Melodramma (2012), Resta quel che resta (2018)
- Renato Zero - Madame (Rmx) (2013), Voglia d'amare (2013), Chiedi (2016), Rivoluzione (2016)
- Roberta Di Lorenzo - La notte di domani (2013)
- Rossoantico - Zitto zitto[23] (2011)
- Simone Agostini - A25[24] (2011)
- Zibba e Almalibre - Una parte di te[25] (feat. Federico Zampaglione) (2011)